# 短足擬石蟹
短足擬石蟹（Paralithodes brevipes）、又稱為花咲蟹，是一種甲殼動物，屬十足目石蟹科擬石蟹屬。與近似的堪察加擬石蟹都是名貴的食用甲殼類動物，並不是真的螃蟹、而是寄居蟹的親戚物種。
肉質非常鮮美而廣泛受到歡迎，主要產於日本北海道根室地區（昔稱花咲），故其日語名稱「花咲蟹」流行於華文地區。當地特色的烹調法有連殼製成的蟹肉味噌湯，稱為「鐵砲汁」。
身上多棘剌，表面上只有八足，但最後二足事實上藏在甲殼後方的縫隙中。